# Golf Channel France
Golf Channel est une chaîne de télévision créée en partenariat avec NBCUniversal. Elle est la déclinaison française de la chaîne américaine Golf Channel émettant à partir du Luxembourg de septembre 2010 jusqu'à septembre 2024. Elle est la première chaîne française entièrement consacrée au golf. Elle propose une sélection de compétitions internationales en direct, des magazines inédits, les conseils et confidences des plus grands joueurs du monde, une matinale et des duplex pour suivre les dernières actualités de la planète golf. Elle appartient à Mediawan Thematics via sa filiale Mediawan LUX S.A..

## Identité visuelle (logo)

Logo de Golf Channel du 26 septembre 2010 à 2014.
Logo de Golf Channel de 2014 au 1er septembre 2024.

## Slogans
- « La chaîne 100 % Golf »

## Organisation

### Dirigeants
Directeur général de Mediawan Thematics :
- Vincent Grynbaum

Directrice générale adjointe en charge des contenus :
- Sonia Latoui

Directrice des antennes, de la programmation et des productions chaines documentaires Mediawan Thematics :
- Marie De Maublanc

Directrice adjointe en charge des antennes et de la programmation des chaines documentaires Mediawan Thematics :
- Chloé Jouve

Responsable éditorial :
- Arnaud Dugarne

## Diffusion
- Orange : Indisponible
- SFR : canal 126 (Bouquet Premium, Bouquet Sport Option Pass Sport)
- Free : canal 185 (Option Pack BIS Ultimum À la carte)
- Bouygues Telecom : canal 205 (Pack sport)
- BIS TV : canal 38 (Cinesport)
- Molotov
- Amazon Channels